# Ierland op het Junior Eurovisiesongfestival
Ierland is een van de deelnemende landen aan het Junior Eurovisiesongfestival.

## Overzicht
In maart 2015 maakte de Ierstalige zender TG4 bekend dat Ierland zou debuteren op het Junior Eurovisiesongfestival 2015 in Bulgarije. Aimee Banks kreeg de eer om Ierland voor het eerst te vertegenwoordigen op het Junior Eurovisiesongfestival. Met haar klassiek getinte nummer Réalta na mara, dat volledig in het Iers vertolkt werd, eindigde ze op een twaalfde plaats. Ook in 2016 was Ierland van de partij. Zena Donnelly haalde er met Bríce ar bhríce de tiende plaats. Zowel in 2017 als in 2018 eindigde Ierland op de vijftiende plaats, respectievelijk met Súile glasa van Muireann McDonnell en I.O.U. van Taylor Hynes.
Het land zou oorspronkelijk ook deelnemen aan het festival in 2020, maar omwille van de coronapandemie trok het land zich toch terug. In 2022 haalde Ierland voor het eerst de top 5, met Sophie Lennon en haar liedje Solas. Een jaar later eindigde Ierland voor het eerst als laatste.

## Ierse deelnames
| Jaar | Artiest                            | Lied             | Plaats | Punten | Taal           |
| ---- | ---------------------------------- | ---------------- | ------ | ------ | -------------- |
| 2015 | Aimee Banks                        | Réalta na mara   | 12     | 36     | Iers           |
| 2016 | Zena Donnelly                      | Bríce ar bhríce  | 10     | 122    | Iers en Engels |
| 2017 | Muireann McDonnell                 | Súile glasa      | 15     | 54     | Iers           |
| 2018 | Taylor Hynes                       | I.O.U.           | 15     | 48     | Iers           |
| 2019 | Anna Kearney                       | Banshee          | 12     | 73     | Iers           |
| 2021 | Maiú Levi Lawlor                   | Saor (disappear) | 18     | 44     | Iers           |
| 2022 | Sophie Lennon                      | Solas            | 4      | 150    | Iers           |
| 2023 | Jessica McKean feat. Sophie Lennon | Aisling          | 16     | 42     | Iers           |
| 2024 | Enya Cox Dempsey                   | Le chéile        | 15     | 55     | Iers           |
| 2025 |                                    |                  |        |        |                |

| Kleur | Betekenis      |
| ----- | -------------- |
|       | Eerste plaats  |
|       | Tweede plaats  |
|       | Derde plaats   |
|       | Laatste plaats |
|       | Gastland       |

## Gegeven en gekregen punten
| Plaats | Land      | Punten |
| ------ | --------- | ------ |
| 1      | Georgië   | 55     |
| 1      | Italië    | 55     |
| 3      | Frankrijk | 45     |
| 4      | Polen     | 44     |
| 5      | Albanië   | 41     |

| Plaats | Land      | Punten |
| ------ | --------- | ------ |
| 1      | Malta     | 40     |
| 2      | Italië    | 36     |
| 3      | Oekraïne  | 28     |
| 4      | Polen     | 25     |
| 5      | Australië | 19     |

## Twaalf punten
(Een vetgedrukte editie betekent dat het land die editie won.)
| Aantal | Land      | Edities                      |
| ------ | --------- | ---------------------------- |
| 3      | Georgië   | 2016 (J), 2018 (J), 2024 (J) |
| 2      | Frankrijk | 2022 (J), 2023 (J)           |
| 2      | Polen     | 2017 (J), 2021 (J)           |
| 1      | Australië | 2016 (K)                     |
| 1      | Bulgarije | 2015                         |
| 1      | Italië    | 2019 (J)                     |

| Aantal | Land   | Edities            |
| ------ | ------ | ------------------ |
| 2      | Malta  | 2016 (J), 2022 (J) |
| 1      | Italië | 2016 (J)           |
| 1      | Servië | 2022 (J)           |

2015 · 2016 · 2017 · 2018 · 2019 · 2020 · 2021 · 2022 · 2023 · 2024